# مسجد زغلول
مسجد زغلول هو أحد أكبر مساجد مدينة رشيد وأقدمها، ويرجع تاريخ بنائه إلى عصر الدولة المملوكية، وكان مركزًا للحركة العلمية والدينية والوطنية، ومنه انطلقت شرارة المقاومة الشعبية ضد الحملة الفرنسية 1801، وحملة فريزر 1807، وتقوم وزارة الآثار في الوقت الحالى بأعمال الترميم بمسجد زغلول.

## تاريخ
يعود تاريخ بناء مسجد زغلول الأثرى لعام 985 هـ ــ 1587م، بالجزء الجنوبى لمدينة رشيد. وسمى بهذا الاسم نسبة لمؤسسه زغلول، وهو أحد مماليك هارون، الذي عاش في القرن السابع عشر، ويوجد به ضريح «زغلول».

## الموقع
يقع المسجد الذي أسسه زغلول، مملوك السيد هارون أحد أمراء القرن السابع عشر الميلادي وذلك على الطراز العثماني (في عام 955 هجرية في نهاية العصر المملوكي)، في الجزء الجنوبى لمدينة رشيد وهو مسجل أثر في سجل الآثار الإسلامية والقبطية، وهو عبارة عن جامعين متصلين ببعضهما، ويبلغ طوله 90 مترا، وعرضه48 مترا، وكان يحتوي علي244 عمودا من الرخام والجرانيت، وأنشئ سقفه علي شكل قباب صغيرة، وبه حديقة مغروس بها النخيل، وبداخله ضريح زغلول.

## الوصف المعماري
يتكون المسجد من جامعين، أحدهما قديم من المرجّح أن يكون من العصر المملوكى ويعرف باسم «الديوانى»، نسبة إلى منشئه الذي كان يتولى الديوان في المدينة في ذلك الوقت ويقع في الجهة الغربية الآن، والجزء الثانى وهو الحديث يقع في الجهة الغربية وأسسه زغلول، أحد مماليك هارون، والذي كان أحد الأمراء الذين عاشوا في القرن السابع عشر، ويوجد بهذا الجزء ضريح «زغلول»، ويبلغ طول المسجد 90 مترا، وعرضه 48 مترا، وكان يحتوى على 244 عمودا من الرخام والجرانيت، وأنشئ سقفه على شكل قباب صغيرة من الطراز العثمانى.
ويعتبر المسجد تحفة معمارية رائعة، لكن امتدت إليه يد الإهمال، وانهارت بعض أجزائه، وأكملت المياه الجوفية علي ما تبقي منه، ومع تعالي الأصوات المطالبة بإعادة ترميمه نظرا لأهميته التاريخية، وافق المجلس الأعلى للآثار علي الترميم، وأسندت الأعمال إلي شركة المقاولون العرب منذ أكثر من 13 عاما، ولكن أعمال الترميم توقفت أكثر من مرة خلال هذه الفترة بسبب قلة الموارد والأحداث السياسية التي شهدتها البلاد.

## أعمال الترميم
حرصت وزارة الآثار خلال عملية الترميم على إخراج المسجد بنفس الشكل والمقاييس الأثرية، مع رفع منسوب المسجد لتلافى المياه الجوفية، كما تم إعداد المشروع بصورة جيدة على أن يتم التنفيذ طبقًا للأصول الفنية والأثرية وبنفس المقاسات والأشكال والارتفاعات التي كانت موجودة قبل الفك.
وطبقا للتقرير الفني فقد تم فك جميع أجزاء المسجد بعد عمل التوثيق لجميع الأعمدة والحوائط والصهاريج الموجودة به، وتم رفع منسوب المسجد طبقًا للارتفاع المطلوب حوالى متر، وتم تنفيذ الخوازيق الحاملة لحوائط المسجد والأعمدة الرخامية.
كما تم بناء حوائط المسجد بنفس المواصفات للحوائط القديمة، وتثبيت العمدة الرخامية طبقًا للقديم وعمل البناء للقباب، وعمل عزل كامل لمسطح المسجد إلى القباب، وتم تنفيذ الميضأة الخاصة بالمسجد، تم تنفيذ أساسات المسجد الشرقى وأرجأ تنفيذ باقى الأعمال لحين توافر الاعتمادات المالية اللازمة لإنهاء هذه الأعمال، كما تم عمل ترميم شامل للمنبر الأثري.

### افتتاح المسجد بعد ترميمه
في عام 2018 افتتح الدكتور خالد العناني، وزير الآثار، والدكتور محمد مختار جمعة، وزير الأوقاف، المرحلة الأولى من ترميم مسجد زغلول الأثري بمدينة رشيد بمحافظة البحيرة.
حضر مراسم الافتتاح المهندس وعد الله أبوالعلا، رئيس قطاع المشروعات، والدكتور جمال مصطفى، رئيس قطاع الآثار الإسلامية والقبطية واليهودية، ومحمد عباس، عضو مجلس النواب عن دائرة رشيد، وسكرتير عام محافظة البحيرة، وأدوا صلاة الظهر داخل المسجد.